# Liste démocratique pour les Arabes israéliens
La Liste démocratique pour les Arabes israéliens (arabe : القائمة الديموقراطية لعرب إسرائيل, hébreu : רשימה דמוקרטית לערביי ישראל, Reshima Demokratit LeAravei Yisrael) était un parti politique israélien.

## Histoire
Lors des élections législatives de 1951, le parti obtint 2 % des suffrages et remporta 3 sièges, occupés par Seif el-Din el-Zoubi, Masaad Kassis et Jabr Muadi. Comme d'autres partis arabes israéliens du moment, il était associé au Mapaï de David Ben Gourion, et, en vertu de cette association, le parti a participé à toutes les coalitions gouvernementales de la deuxième session de la Knesset.
En 1956, le parti perdit un siège lors des élections, celui de Jabr Muadi, bien que le parti se maintienne dans la coalition gouvernementale. Juste avant la fin de la session, Seif el-Din el-Zoubi quitta la Knesset afin de devenir maire de Nazareth, Jabr Muadi le remplaçant.
Le parti ne participa pas aux élections législatives de 1959. Jabr Muadi rejoignit le parti Coopération et Fraternité, et revint à la Knesset après les élections de 1961. Seif el-Din el-Zoubi retourna à la Knesset comme représentant de Progrès et Développement (que Jabr Muadi rejoignit aussi plus tard) lors des élections législatives de 1965.